# سیارک ۵۹۶۲
سیارک ۵۹۶۲ (به انگلیسی: 5962 Shikokutenkyo، نامگذاری:1990HK) پنج هزار و نهصد و شصت و دومین سیارک کشف شده‌است که در ۱۸ آوریل ۱۹۹۰ کشف شد.
قدر مطلق سیارک برابر ۱۲٫۴۰ است.